# ثيودور روسيل
ثيودور روسيل (بالفرنسية: Théodore Roussel)‏ هو نقاش ‏ ورسام فرنسي، ولد في 23 مارس 1847 في لوريان في فرنسا، وتوفي في 23 أبريل 1926 في هيستينغز في المملكة المتحدة.